# (31725) Anushazaman
(31725) Anushazaman est un astéroïde de la ceinture principale.

## Description
(31725) Anushazaman est un astéroïde de la ceinture principale. Il fut découvert le 12 mai 1999 à Socorro (Nouveau-Mexique) par le projet LINEAR. Il présente une orbite caractérisée par un demi-grand axe de 2,68 UA, une excentricité de 0,06 et une inclinaison de 3,3° par rapport à l'écliptique.

## Compléments